# Pierre Amalric

Pierre Amalric, 1990 in München beim Gala Diner der Julius-Hirschberg-Gesellschaft

Pierre Amalric (* 24. Juni 1923 in Vielmur-sur-Agout; † 11. Juni 1999 in Albi) war ein französischer Augenarzt.

## Werdegang
Als Sohn eines Allgemeinmediziners, der selbst ophthalmologische Erfahrungen im Ersten Weltkrieg gewonnen hatte, studierte er ab 1940 Medizin in Toulouse. Zeitgleich graduierte er in Geschichte. Während der deutschen Besatzung engagierte er sich in der Resistance unter Obhut einer seiner Professoren. In der Nachkriegszeit arbeitete er zunächst als praktischer Arzt.
1949 begann er seine Facharztausbildung in der Augenheilkunde und wird 1953 Oberarzt der Universitätsaugenklinik Toulouse. Statt weiterer Universitätskarriere entschied er sich, in Albi eine eigene Klinik ganz nach seinen Wünschen und mit modernster Technik aufzubauen (1953).

## Wissenschaftliches Werk

### Augenheilkunde
Zur wissenschaftlichen Anregung besuchte er viele Universitätskliniken in ganz Europa und knüpfte wichtige Kontakte. Sein besonderes wissenschaftliches Interesse galt der Fotografie des Auges. Als einer der ersten Augenärzte Frankreichs führte er Fluoreszenzangiographie und Lasertherapie (Xenon-Laser) in die Klinik ein. Daraus resultierten wichtige Untersuchung zur Durchblutung der Aderhaut. Das "Syndrome triangle" wurde nach ihm benannt – Amalric Zeichen.
Er veröffentlichte mehr als 250 wissenschaftliche Aufsätze. 1960 beschrieb er als erster das Diallinas-Amalric Syndrom.

### Geschichte
Amalric besaß nicht nur eine exzellente medizinische Bibliothek, auch Werke zur Regionalgeschichte und Geschichte Europas waren mit seltenen Exemplaren präsent. Amalrics Hauptinteresse war die umfangreiche Recherche zu dem auf geheimnisvolle Weise verschwundenen französischen Seefahrers Jean-François Galaup de Lapérouse, der in Albi geboren war. Im Vorstand der Société Francophone d'Histoire d'Ophtalmologie widmete er sich allen Fragestellungen der Geschichte der Augenheilkunde mit dem Hauptaugenmerk der Augenheilkunde in der Phase der französischen Revolution.

### Amalric und Albi

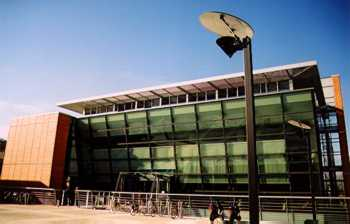
Médiathèque Pierre Amalric in Albi

Amalric förderte die Erhaltung der Innenstadt Albi finanziell und ideell. Werke regionaler Autoren zur Geschichte wurden unterstützt. Zu Ehren Jean-François Galaup de Lapérouse veranstaltete Amalric Symposien und Kongresse. Seine umfangreiche Bibliothek stiftete er der Stadt, die ihm zu Ehren eine Mediathek nach ihm benannte.

## Ehrungen und Funktionen
- Légion d’honneur
- Commandeur des Palmes académiques
- Croix de guerre 1939–1945 und Medaille der Résistance

- Academia Ophthalmologica Internationalis u. a. als Generalsekretär
- Académie nationale de médecine
- American Academy of Ophthalmology,
- Académie de Médecine de Rome,
- Royal College of Ophthalmologists (London)
- Vizepräsident und Ehrenmitglied des Conseil International d'Ophtalmologie Frankreichs
- Académie royale de Médecine de Belgique[7]
- Médaille d’Or Paul Chibret (1981)
- Senator Herrmann Wacker Preis 1996[8]